# Lindores Abbey
L'abbazia di Lindores sorge nella regione scozzese del Fife, poco lontano dal villaggio di Newburgh. Attualmente dell'abbazia restano solo delle rovine che si trovano sulla riva meridionale del Tay a circa un miglio dal villaggio di Lindores.

## Storia
L'abbazia nacque come casa minore dell'Abbazia di Kelso e anch'essa andò quindi sotto l'influenza dell'ordine Tironense, essa vide la luce fra il 1178 e il 1191 per volere di David di Scozia, fratello di Guglielmo il Leone. Il primo abate fu un priore di Kelso e fu sotto la sua guida che l'abbazia venne completata, la chiesa, dotata di navata e transetti venne dedicata alla Vergine Maria, e l'abbazia negli anni accolse la visita di Edoardo I d'Inghilterra, Giovanni di Scozia e Davide II di Scozia.
Nel 1543 una folla proveniente da Dundee saccheggiò l'abbazia e nel 1559 un altro attacco venne dai seguaci di John Knox accesissimo sostenitore del Calvinismo e fra i creatori della chiesa presbiteriana scozzese. Negli anni seguenti gli edifici dell'abbazia vennero saccheggiati per ricavare pietra da costruzione per il vicino villaggio di Newburgh, delle pietre visibili ancora oggi nelle sezioni laterali dei muri degli edifici.
Attualmente quel che resta visibile è un cancello d'accesso che portava alla zona riservata ai monaci, il corridoio a volta che conduceva al cortile che circondava il chiostro, all'esterno dell'abbazia, parte del presbiterio e delle mura occidentali della torre e anche il pianoterra della struttura è ancora visibile.
Alcune sezioni del muro imponente che circondava l'abbazia possono essere viste nei campi posti a sud della costruzione. Dei pannelli di legno databili al XVI secolo sono conservati al museo Lang di Newburgh.
Nell'abbazia sono stati sepolti:
- Alessandro di Scozia, figlio di Alessandro III di Scozia
- David Stewart, Duca di Rothesay
- James Douglas, IX conte di Douglas